# The Razor's Edge
 The Razor's Edge és una pel·lícula estatunidenca dirigida per Edmund Goulding, estrenada el 1946. És una adaptació de la novel·la de Somerset Maugham escrita el 1944, que aborda temes poc corrents en la literatura de l'època, com el misticisme oriental, i es desmarca dels seus contemporanis evocant de vegades la sexualitat de manera directa, però sense vulgaritat, conservant el seu habitual llenguatge constant.

## Argument
The Razor's Edge posa en escena els amors i el destí de dos joves rics americans, Larry i Isabela. Encara que enamorats l'un de l'altre, se separen joves basant-se en les aspiracions metafísiques insaciables de Larry, que ha estat profundament marcat per la Primera Guerra mundial, on ha participat com a pilot de caça. L'autor, d'altra banda narrador del llibre, conta les seves històries comunes i personals, des del punt de vista d'un observador lúcid, benèvol i individual. L'altre personatge central del llibre, Elliot, amic del narrador i oncle d'Isabela, és un ric americà esnob (bé que lligat a la seva família) que passa el temps en els cercles mundans de París i Londres.

## Repartiment
- Tyrone Power: Larry Darrell
- Gene Tierney: Isabel Bradley
- John Payne: Gray Maturin
- Anne Baxter: Sophie Nelson Macdonald
- Clifton Webb: Elliott Templeton
- Herbert Marshall: W. Somerset Maugham
- Lucile Watson: Louisa Bradley
- Frank Latimore: Bob Macdonald
- Elsa Lanchester: Miss Keith, secretària de la Príncesa
- Fritz Kortner: Kosti
- Henri Letondal: inspector de policia

I, entre els actors que no surten als crèdits:
- John Davidson: banquer
- Jean De Briac: advocat
- Maurice Marsac: maitre de l'hotel

## Premis i nominacions[2]

### Premis
- 1947: Oscar a la millor actriu secundària per Anne Baxter[1]
- 1947: Globus d'Or al millor actor secundari per Clifton Webb
- 1947: Globus d'Or al millor actor secundari per Clifton Webb

### Nominacions
- 1947: Oscar a la millor pel·lícula
- 1947: Oscar al millor actor secundari per Clifton Webb[1]
- 1947: Oscar a la millor direcció artística per Richard Day, Nathan Juran, Thomas Little i Paul S. Fox[1]